# Мулацано (Римини)
Мулацано је насеље у Италији у округу Римини, региону Емилија-Ромања.
Према процени из 2011. у насељу је живело 491 становника. Насеље се налази на надморској висини од 180 м.